# Filippo Lomazzo
Filippo Lomazzo (* um 1571; † um  1630) war ein italienischer Musikverleger in Mailand.

## Leben und Wirken
Filippo war wahrscheinlich ein Verwandter des Mailänder Malers Giovanni Paolo Lomazzo (1538–1592).
Von 1602 ist die älteste Publikation von ihm erhalten. Er publizierte  zunächst gemeinsam mit Simon Tini, seit 1613 allein.
Filippo Lomazzo verlegte zahlreiche Kompositionen zeitgenössischer Komponisten, vor allem aus Mailand, wie Andrea Cima, Giovanni Paolo Cima, Ignazio Donati, Vincenzo Pellegrini, Francesco Rognoni, Giovanni Domenico Rognoni, Fulgenzio Valesi und Caterina Assandra.
Von 1630 ist der letzte Druck von ihm bekannt, im März 1631 wurde er in seiner Kirchengemeinde nicht mehr unter den Mitgliedern aufgeführt, wahrscheinlich war er an der Pest gestorben.
Filippo Lomazzo war mit Caterina (* um 1576) verheiratet. Sie hatten fünf Kinder, darunter den Buchdrucker Francesco Lomazzo († nach 1619).